# Géo London
Pour les articles homonymes, voir London.
Samuel Georges London dit Géo London, né le 15 janvier 1883 dans le 8e arrondissement de Paris (Seine) et mort le 15 septembre 1951 à Chitenay (Loir-et-Cher), est un écrivain, grand reporter et chroniqueur judiciaire français.

## Biographie
Fils d'un artisan tapissier d'origine juive russe, Géo London a été un des grands reporters de la presse de l'entre-deux-guerres, notamment au quotidien Le Journal. Tout au long des années 1920-1950, il a couvert les procès les plus importants. Il était membre de l'Association de la presse judiciaire. Après la Libération, il a travaillé aussi à Ce soir et Carrefour.
Géo London a rencontré Al Capone (Deux mois avec les Bandits de Chicago) et relaté des procès d'exception (Maurras, Laval, Pétain). Il était membre de la Société des gens de lettres, président de l'Association professionnelle des journalistes de l'information religieuse, et membre éminent de l'Académie de l'humour.
Officier de la Légion d'honneur et des Palmes académiques, il est inhumé à Paris dans le cimetière des Batignolles (30e division) au côté de ses parents..

## Témoignages
Son portrait par le scénariste Carlo Rim :
« Géo London, contrefait, claudicant, borgne, ses épaules inégales plus hautes que sa tête qui semble saillir de sa bosse comme de sa carapace la tête de la tortue. Le cheveu crépu, un profil crochu, des mains fines, manucurées, baguées et féminines. Un polichinelle spirituel, caustique, insolent, probablement pleutre et sournois. Salmon l'appelle familièrement mon oncle quand ma tante lui conviendrait mieux ».
Son portrait par le critique de théâtre Alain Laubreaux :
« Géo London, obèse et bossu comme un personnage de conte oriental, s'avançait de guingois, portant sa malice sur une seule épaule, semblable à ces crabes que l'on voit à marée basse... Il avait la main molle et moite, le cheveu abondant et crépu dont la racine descendait en forme de V jusqu'au milieu du front, un nez de Polichinelle surgissant d'entre ses joues gélatineuses de Jézabel outragée par les ans. Pour comble, il louchait. »
Son portrait par l'avocat Maurice Garçon :
« Géo London. Un curieux type que je connais depuis une quinzaine d'années. Je l'ai rencontré d'abord au Palais où il passait timidement. Un bossu très laid, presque repoussant dans sa difformité. Il est laid abominablement. La crainte d'être repoussé par les femmes l'a rendu pédéraste, il ne s'en cache pas. (...) Vaniteux à l'excès, il aime être flatté et, pour y parvenir, il flatte. Il a fait des bassesses pour être décoré. »
Dans la revue Le surréalisme au service de la révolution, no 3 , 1931, un texte le mentionne :
« Heureux Bourguignons. C’est ainsi que commence le compte rendu dans le Journal du 8 novembre 1931 par M. Geo London du procès d’un valet de chambre assassin de son beau-frère, professeur agrégé à Dijon. Et ce procès ne mériterait ni plus ni moins de considération que tous les autres s’il ne nous donnait l’exemple parfait de la bassesse habituelle aux magistrats bourgeois. Le président Blondeau, de service en cette affaire, se distingue en effet très particulièrement par ce gros bon sens français que M. Geo London préfère qualifier de bourguignon. »

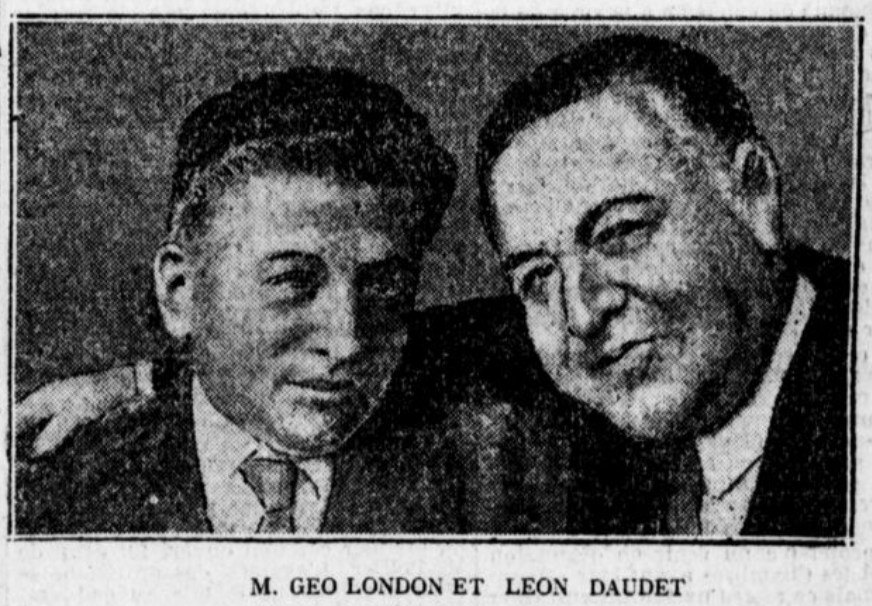
Geo London et Léon Daudet dans Le Petit Marseillais du 4 août 1927.

Michel Déon, qui l’a bien connu, conclut par ces mots le portrait qu’il dresse de lui dans ses mémoires :
« Depuis le temps qu’il fréquentait les prétoires, il [Géo London] avait perdu toute illusion sur la Justice et ses clients. Il me semble qu’il n’avait aucune idée politique malgré sa collaboration avec Carbuccia. Après la libération, il témoigna devant le comité d’épuration de la presse pour tant de ses confrères qui ne lui avaient pas tourné le dos pendant les années sombres que le chef épurateur Albert Bayet finit par se demander si Geo London n’était pas lui-même quelque peu suspect. Son scepticisme le portait à tenir pour insignifiant, comme une galéjade de Méridional, l’antisémitisme de Maurras, bien qu’il fût juif et ne le cachât pas ».

## Œuvres
- L'amiral Esteva et le général Dentz devant la Haute Cour de Justice, avec Jean-Pierre Esteva et Henri Dentz, 1945
- Coquins, fripouilles et compagnie, avec Jean Fichter, 1942
- Elle a dix ans, la Russie rouge, 1927
- Les grands procès de l'année 1928, 1929
- Les grands procès de l'année 1927, 1928
- Les grands procès de l'année 1930, 1931
- Les grands procès de l'année 1931, préface de Théodore Lescouvé, Les éditions de France, 1933
- Les grands procès de l'année 1932, préface de Eugène Dreyfus, Les éditions de France, 1933
- La Justice et ses sourires, illustrations de Mme Favrot-Houllevigue, Paris, 1934
- Ils ont détruit sans nécessité militaire, 1918
- Les jeux de l'amour et de la barre, illustré par A.G. Badert, 1945
- De Pie IX à XI, 1929
- Le procès Maurras, croquis d'audience de Jean Auscher,  Lyon, Bonnefon, 1945
- Le procès Laval, avec 19 croquis d'audience de Jean Auscher, Lyon, Bonnefon, 1946
- Le procès Pétain, illustrations de Jean Auscher, 1946
- Le Vatican et le monde moderne avec Ch. Pichon, 1933
- Manon l'Escroc, Éditions de France, 1938
- Voyage autour de mes chambres, illustration de Claude Guion, 1947
- Les Gaietés judiciaires, 1935
- Les Gaietés du prétoire, illustrations de Mme Favrot-Houllevigue, 1933
- Éclats de rire au Palais, 1949
- Justice sans larmes, illustrations de Claude Guion, 1946
- Lévy-Pendules, roman, 1929
- Mme Pigeonneau détective, Gutenberg agence éditions, 1945
- Mon président je vous le jure, Ed. de Paris, 1950
- Deux mois avec les bandits de Chicago, Éditions des Portiques, 1930
- Aux portes du bagne, Les Portiques, 1930
- Quand la justice s'occupe d'amour, Les Éditions de France, Le livre d'aujourd'hui, 1937
- Vénus et cie en correctionnelle, 1937
- Les mystères de Thémis, illustrations de Carbi et Ian Peterson, Ed. S.E.P.E., 1947
- L'ascension de M. Lévy, roman, Éditions de France, 1933
- Erreurs judiciaires, illustrations de Ian Peterson, S E P E, 1948
- Fleurs et fruits correctionnels de L'amour, Nouvelles éditions de Paris, 1951
- Miracle au Vatican. La résurrection du Saint-père, avec Charles Pichon, Éditions de France, non daté
- Justice sans larmes, La jeune Parque, 1946.
- Le Palais des Mille et un Ennuis, Raoul Solar Editeur, 1949